# Landbus Oberes Rheintal
Der Landbus Oberes Rheintal ist ein Teil des Vorarlberger Landbussystems. Der Landbus  ist auf Basis eines Gemeindeverbands organisiert, welcher sich aus den Gemeinden des oberen Rheintals zusammensetzt.

## Beteiligte Gemeinden
Die Busse verkehren hauptsächlich im Bezirk Feldkirch sowie grenzüberschreitend nach Liechtenstein.

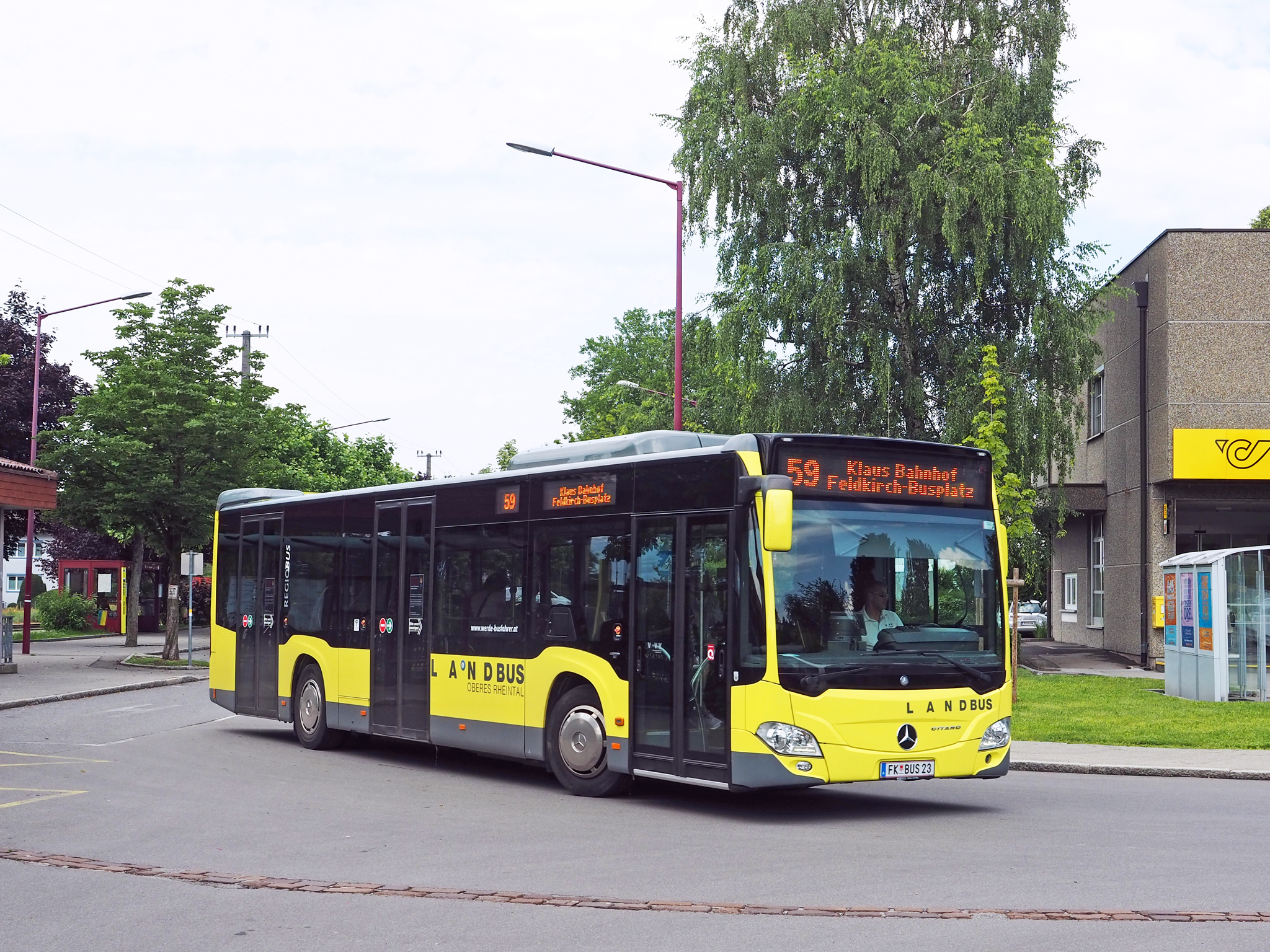
Ein Landbus der Type Mercedes-Benz Citaro

## Liniennetz
Der Landbus Oberes Rheintal ist in das Liniennetz des Verkehrsverbund Vorarlberg integriert und wird aktuell mit Liniennummern zwischen 425 und 496 bezeichnet. Im Dezember 2022 wurden die Liniennummern von zwei- auf dreistellig umgestellt. Grund hierfür ist, dass so eine Überschneidung zwischen den Nummern der verschiedenen Busregionen Vorarlbergs vermieden werden sollte. Im Oktober 2022 wurden die neuen Nummern veröffentlicht. Der Landbus Oberes Rheintal erhielt in diesem Atemzug den Nummernkreis 4xx.
Für den Fahrplanwechsel 2024 wurde eine Erweiterung des Liniennetzes auf 23 Linien und 233 Haltestellen angekündigt.
| Linie (ab Dez. 2022) | Linie (bis Nov. 2022) | Verlauf/Bezeichnung | Takt werktags (Mo–Fr) | Takt samstags               | Takt sonn-/feiertags        |
| -------------------- | --------------------- | --- | --------------------- | --------------------------- | --------------------------- |
| 425                  | 61                    | Feldkirch Katzenturm – Brederis – Meiningen – (Koblach) | 15/30 min             | 30 min                      | 60 min                      |
| 427                  | 71                    | Feldkirch Katzenturm – Brederis Hirschmann Automotive | Einzelne Fahrten      | –                           | –                           |
| 428                  | 56                    | Feldkirch Katzenturm – Rankweil Rüggelen – Bahnhof Rankweil – Wiesengasse – Schaufel – Rüggelen – Feldkirch Busplatz | 30 min                | 30 min                      | 60 min                      |
| 430                  | 59                    | Tisis LKH – Bahnhof Feldkirch – Bahnhof Altenstadt – Bahnhof Rankweil – Frutzolen – Röthis Rössle – Klaus Sattelberg – Bahnhof Klaus – Sattelberg – Röthis Rössle – Rankweil Frutzolen – Bahnhof – Altenstadt Naflastraße – Feldkirch Bahnhof – Tisis LKH | 30 min                | 30 min                      | 60 min                      |
| 431                  |                       | Bahnhof Götzis – St. Arbogast – Röthis Rössle – Rankweil Frutzolen – Bahnhof Rankweil | 60 min                |                             |                             |
| 440                  |                       | Brederis Krönele – Interpark FOCUS – Klaus – Röthis – Rankweil – Feldkirch Busplatz | 30 min                | 30 min                      |                             |
| 441                  |                       | Bahnhof Götzis – St. Arbogast – Röthis Rössle – Muntlix – Rankweil Gewerbepark – Bahnhof Rankweil | 30 min                | 60 min                      |                             |
| 445                  | 60                    | Bahnhof Götzis – Tisis LKH | 60 min                | 60 min                      | 60 min                      |
| 450                  | 67k                   | Brederis Hirschmann Automotive – Krönele – Paspels Seen – Gisingen Sebastianplatz – Brederis Krönele – Bahnhof Rankweil – LKH Rankweil | 30 min                |                             |                             |
| 450 Badebus          |                       | Meiningen Hadeldorfstraße – Paspels Seen – Gisingen Sebastianplatz – Brederis Krönele – Rankweil Bahnhof |                       | 60 min                      | 60 min                      |
| 455                  | 68                    | Brederis Krönele – Rankweil Bahnhof – Schaufel – Gewerbepark | 30 min                | 30 min                      | 60 min                      |
| 456                  |                       | Brederis Krönele – Rankweil Römergrund – Rankweil Bahnhof | 30 min                | 30 min                      | 60 min                      |
| 460                  |                       | Bahnhof Klaus – Koblach Herrschaftswiesen – Bahnhof Götzis – Zentrum – Bahnhof Götzis – Gasthaus Linde – Koblach Herrschaftswiesen – Bahnhof Klaus | 30/60 min             | 60 min                      | 60 min                      |
| 461                  | 58                    | Bahnhof Klaus – Koblach Dürne – Dorfplatz – Neuburg – Industriegebiet – Bahnhof Götzis | 60 min                |                             |                             |
| 462                  | 57                    | Klaus Bahnhof – Koblach Dürne – Dorfplatz – Birken – Götzis Am Garnmarkt – Götzis Bahnhof | 60 min                | 60 min                      | 60 min                      |
| 470                  | 70                    | Bahnhof Klaus – Bahnhof Schaan | Einzelne Fahrten      |                             |                             |
| 480                  | 67                    | Bahnhof Rankweil – LKH – Göfis – Feldkirch Katzenturm | 60 min                | 60 min                      | 60 min                      |
| 481                  |                       | Bahnhof Rankweil – Göfis Kirche | 60 min                | Einzelne Fahrt              |                             |
| 485                  |                       | Bahnhof Frastanz – Göfis – Feldkirch Katzenturm | 60 min                | 60 min                      | 60 min                      |
| 492                  | 62                    | Fraxern Morgengabe – Klaus Bahnhof | 30/60 min             |                             |                             |
| 493                  | 63                    | Viktorsberg Hotel Viktor – Bahnhof Sulz-Röthis | Einzelne Fahrten      |                             |                             |
| 494                  | 64                    | Dafins Morsch – Bahnhof Sulz-Röthis | Einzelne Fahrten      |                             |                             |
| 495                  | 65                    | Innerlaterns Bädle – Bahnhof Rankweil | Einzelne Fahrten      | Einzelne Fahrten            | Einzelne Fahrten            |
| 496                  | 66                    | Übersaxen Gemeindeamt – Bahnhof Rankweil | Einzelne Fahrten      |                             |                             |
| YOYO                 |                       | YOYO (Anrufbus) | Auf Bestellung        | Auf Bestellung              | Auf Bestellung              |
| Rufbus               |                       | Rufbus Oberes Rheintal | –                     | Auf Bestellung              | Auf Bestellung              |
| Wildpark             |                       | Wildpark Feldkirch Shuttle | –                     | wenn Bedarf, alle 15–20 min | wenn Bedarf, alle 15–20 min |

(Stand: November 2023)
1. ↑  Saisonal, vom 6. Juli bis 8. September 2024

Das YOYO steht täglich ab 20 Uhr bis 3 Uhr (Mo–Do, So) bzw. 5 Uhr (Fr, Sa, vor Feiertagen) für Nachtschwärmer bereit. Von einer Land- oder Stadtbushaltestelle im (Landbus-)Gebiet Oberes Rheintal aus kann die gewünschte Zieladresse angegeben werden (zzgl. Nachbargemeinden Frastanz, Satteins).
Der Rufbus Oberes Rheintal bindet an Wochenenden und Feiertagen tagsüber die Berggemeinden Fraxern, Viktorsberg, Zwischenwasser und Übersaxen an. Per Anruf kann zwischen umliegenden Bahnhaltestellen S-Bahn Vorarlberg sowie ausgewiesenen Bushaltestellen (Umstieg mit Linien 430 und 445) und einer beliebigen Haltestelle in den Berggemeinden gewählt werden. Zudem besteht die Möglichkeit, von Übersaxen aus weiter nach Dünserberg zu gelangen (Zuschlag, Verknüpfung mit Linie 550 (Dünserberg–Älpele) des Landbusses Walgau).
Der Wildpark Feldkirch Shuttle verkehrt seit Mitte März 2023 an Samstagen, Sonn- und Feiertagen zwischen dem Bahnhof Feldkirch sowie dem Wildpark Feldkirch. Durch die Arbeiten an der Kapfschlucht ist der Wildpark nur erschwert zugänglich. Auch, um die Mehrbelastung einzudämmen, wurde ein Shuttleverkehr eingerichtet. Dieser fährt je nach Bedarf alle 15–20 Minuten im Pendelverkehr zwischen Bahnhof und Wildpark.